# Singuilucan
Esta página se refiere a una localidad. Para el municipio homónimo véase Municipio de Singuilucan
Singuilucan es una localidad mexicana, cabecera del municipio de Singuilucan, en el estado de Hidalgo.

## Geografía
Se encuentra en la región geográfica de la Comarca Minera; |a la localidad le corresponden las coordenadas geográficas 20° 03’ 28.00” de latitud norte y 98° 29’ 16.00” de longitud oeste, con una altitud de 2490 m s. n. m. Cuenta con un clima  templado subhúmedo con lluvias en verano, de menor humedad.
En cuanto a fisiografía se encuentra en la provincia del Eje Neovolcánico, dentro de la subprovincia de Lagos y Volcanes de Anáhuac; su terreno es de llanura. En lo que respecta a la hidrografía se encuentra posicionado en la región del Pánuco, dentro de la cuenca del río Moctezuma, y en la subcuenca del río Tezontepec.

## Demografía
En 2020 registró una población de 4805 personas, lo que corresponde al 31.73 % de la población municipal. De los cuales 2245 son hombres y 2560 son mujeres.
| Gráfica de evolución demográfica de Singuilucan entre 1900 y 2020                            |
|                                                                                              |
| Población de los censos y conteos del Instituto Nacional de Estadística y Geografía (INEGI). |